# Leteči potepuhi
Leteči potepuhi so slovenska glasbena skupina, ki izvaja pop rock, blues in country. 
Nekaj časa so bili spremljevalna skupina Adija Smolarja. V letu 2015 so se zopet združili.

### Postava 2015 - 2016
- Klemen Tičar - vokal, orglice, akustična kitara

- Dejan Došlo - akustična kitara, vokal

- Marko Matjašič - električna kitara

- Sergej Jereb - bas kitara

- Iztok Repovž - bobni

### Postava 2017 - danes
- Aljoša Kunilo - vokal

- Dejan Došlo - akustična kitara, vokal

- Marko Matjašič - električna kitara

- Sergej Jereb - bas kitara

- Marko Ogrin - klaviature

- Matjaž Ogrin - bobni

## Diskografija

### Kot samostojna skupina
- Zguba časa in denarja (1995)
- Ljubezen na prvi pogled (1997)
- Sveža jajca (2000)

### Z Adijem Smolarjem
- Neprilagojen (1994)
- Bognedaj da bi crknu televizor (1995)

## Uspešnice
- »Bicikl«
- »Pojem blues«
- »Lisica«
- »Dejva se dol«
- »Ljubezen na prvi pogled«
- »Ko ti vse narobe gre«
- »Če srečal bi stvarnika«
- »Kurja lojtra«
- »Odpelji me na kraj«
- »Jedrt«
- »Iščeš da ne najdeš«